# Trianonski ugovor
Trianonski ugovor potpisan je 4. lipnja 1920. godine u palači Trianon u Versaillesu u Francuskoj, između Saveznika i Mađarske. Po odredbama sporazuma Mađarska je izgubila dvije trećine teritorija, koji je podijeljen između Austrije, Čehoslovačke, Kraljevine SHS i Rumunjske. Sporazumom su mađarske oružane snage ograničene na 35 000 lako naoružanih vojnika, radi održavanja unutarnjeg mira. 
Trianonski sporazum viđen je u Mađarskoj kao nepravda, naročito zbog Erdelja u Rumunjskoj, gdje živi oko 2 000 000 Mađara, ali i zbog Mađara koji žive u Bačkoj i Banatu. Od 2010. u Mađarskoj se 4. lipnja službeno obilježava kao Dan zajedništva (Nemzeti Összetartozás Napja).

## Mirovni ugovor
Dana 4. lipnja 1920. u dvorcu Veliki Trianon potpisan je Trianonski mirovni ugovor između Kraljevine Mađarske s jedne strane i zemalja Antante s druge. Ugovor se sastojao od 14 poglavlja i 364 članka u okviru Versailleskih mirovnih ugovora. Prvi dio tog ugovora sadržavao je stipulacije o Ligi naroda, a u posebnim sekcijama sadržani su uvjeti mira s Italijom, s Kraljevinom SHS, s Rumunjskom i s Čehoslovačkom.
Trianonskim ugovorom Mađarska je Austriji ustupila Gradišće (Burgenland) bez Soprona, Rumunjskoj Transilvaniju (Erdelj), Čehoslovačkoj Slovačku, a Kraljevini SHS zapadni Banat, Bačku, južnu Baranju te Međimurje i Prekmurje. Ugovorom su Mađarskoj bile nametnute ratne reparacije i drastično smanjenje vojske (do 35 000 ljudi) i dr.
Trianonskim ugovorom Mađarska je od 282 000 km2, koliko su obuhvaćale zemlje krune sv. Stjepana, dobila 93 000 km2, a od 19 milijuna stanovnika njoj je ostavljeno 7 i pol milijuna stanovnika.  Ugovorom se službeno raspalo višenacionalno Ugarsko-Hrvatsko Kraljevstvo (1102. – 1918.) jer su Čehoslovačkoj, Rumunjskoj i Kraljevstvu SHS bili ustupljeni krajevi naseljeni Česima, Slovacima, Hrvatima i Srbima, pa je Kraljevina Mađarska postala nacionalnom državom mađarskoga naroda (gubitak približno 60% teritorija i približno 40% stanovništva prijeratne Ugarske).
U člancima od 41. do 44. Trianonskoga ugovora Mađarska se odrekla svih prava na teritorije koji su joj pripadali u Austro-Ugarskoj Monarhiji, a tada su bili u sastavu Kraljevine SHS.  Pitanje austrijsko-mađarske granice bilo je riješeno plebiscitom 1921., po kojem je gotovo cijelo područje Burgenlanda (Gradišća) priključeno Austriji. Nezadovoljstvo takvim mirom obilježilo je mađarsku unutarnju i vanjsku politiku u međuratnom razdoblju.

## Gospodarske posljedice
Austro-Ugarska je bila velika ekonomska cjelina s autarkičnim akcentom tijekom svog zlatnog doba i stoga je zabilježila veoma brzi gospodarski rast kroz svoje postojanje i osobito početkom 20. stoljeća kada je BDP rastao za 1,76% godišnje. Taj stupanj rasta je bio visok za to doba ako ga usporedimo s ionako dobrim rastom u drugim velikim europskim državama kao što su Britanija (1,00%), Francuska (1,06%) i Njemačka (1,51%).) Također je postojala široka podjela rada kroz carstvo: u austrijskom dijelu Monarhije prerađivačke industrije bile su vrlo napredne, dok je u Kraljevini Mađarskoj nastalo jako agroindustrijsko gospodarstvo. Do kasnog 19. stoljeća gospodarski rast u istočnim regijama carstva je nadmašivao rast zapadnih, pa su se razlike iz godine u godinu smanjivale. Ključ uspjeha u brzom razvoju bila je specijalizacija svake regije u područjima u kojima su bili najbolji.
Kraljevina Ugarska bila je glavni dobavljač pšenice, raži, ječma i druge različite robe u carstvu i one su činile veliki dio izvoza carstva. U međuvremenu, područje današnje Češke (Kraljevine Češke) posjeduje 75% cjelokupnog industrijskog kapaciteta bivše Austro-Ugarske. To pokazuje da su različiti dijelovi bivše monarhije bili ekonomski međusobno ovisni. Kao daljnja ilustracija ovog problema, Mađarska je nakon Trianona proizvodila 500% više poljoprivrednih dobara nego što joj je bilo potrebno, a mlinovi oko Budimpešte (neki od najvećih u Europi u to vrijeme) radili su na 20% kapaciteta. Kao podijele carstva, sve jako konkurentne industrije i firme bivšeg carstva bile su prisiljene da se zatvaraju, jer njihov veliki proizvodni kapacitet nije odgovarao novom malo i zanemarivom potražnjom koja je bila poslijedica zbog ekonomskih barijera nastalih uz novodefinirane granice.
Post trijanonska Mađarska je tako naprimjer posjedovala 90% strojarske i tiskarske industrije prijeratnog Kraljevstva, dok je zadržano samo 11% drveta i 16% željeza. Štoviše, 61% obradivog zemljišta, 74% javnih cesta, 65% kanala, 62% željezničkih pruga, 64% cesta s tvrdom podlogom, 83% proizvodnje sirovog željeza, 55% industrijskih postrojenja i 67% kredita i bankovnih institucija bivše Kraljevine Mađarske ostale su na teritoriji novonastalih susjeda male Mađarske. Što pokazuje da je čak i centralinistička Mađarska zapravo duboko razvijala i ulagala u zemlje svojih rumunjskih, hrvatskih i slovačkih subjekata. Ova statistika se podudara s teritorijom posttrijanonskoj Mađarskoj koja je zadržala samo oko trećinu teritorija Kraljevine Mađarske prije rata i manje od 60% njezinog stanovništva. Nove granice također su prepolovile prometne veze - u Kraljevini Mađarskoj cestovna i željeznička mreža imale su radijalnu strukturu, s Budimpeštom u središtu. Mnoge ceste i željeznice, koje prolaze uz novodefinirane granice i međusobno povezuju radijalne prometne linije, završile su u različitim, izrazito centralinističkim zemljama. Stoga je veći dio željezničkog teretnog prometa u zemljama u razvoju bio paraliziran. Svi ti čimbenici zajedno su stvorili određene neravnoteže i gospodarske probleme u tada odvojenim gospodarskim regijama bivše Monarhije.
Archibald C. Coolidge je bio profesor Istočno Europskih Studija na Harvardu i napravio je gospodarsku analizu i izvješće za američku delegaciju koja je već tada iskazala da će nove granice zapravo dovesti do gospodarskog kolapsla na gotovo svim teritorijama bivše Austro-Ugarske države. Ekonomski problemi koji će se proširit su vrlo jasno navedeni u izvješću kao ozbiljna posljedica sporazuma, koja će dovosti do nemira i velikih problema za sve novonastale države. Ovo mišljenje nije uzeto u obzir tijekom pregovora. Tako je nastala i nelagoda i malodušnost jednog dijela pogođenog stanovništva koje će biti među razloga Drugog svjetskog rata. Razina nezaposlenosti koju su mirovni sporazumi stvorili u Austriji, kao i u Mađarskoj bila je opasno visoka, a industrijska proizvodnja pala je za 65%. Ono što se Austriji dogodilo u industriji dogodilo se Mađarskoj u poljoprivredi gdje je proizvodnja žitarica pala za više od 70%. Austrija, posebice carska prijestolnica Beč, bila je vodeći investitor u razvojne projekte diljem carstva s više od 2,2 milijarde krunskog kapitala uloženog u cijelome carstvu. Ova svota je potonula na mizernih od 8,6 milijuna kruna nakon što je mirovni sporazum stupio na snagu i rezultirao velikim manjkom kapitala u drugim regijama bivšeg carstva.
Raspad višenacionalne države utjecao je i na susjedne zemlje: u Poljskoj, Rumunjskoj, Jugoslaviji i Bugarskoj petina do trećina ruralnog stanovništva nije mogla naći posao, a industrija ih nije bila u poziciji apsorbirati.
Za usporedbu, do 1921. nova čehoslovačka država koja je bila najuspiješnija novonastala država, dosegla je tek 75% svoje prijeratne proizvodnje zahvaljujući njihovoj slatkoj poziciji među pobjednicima i preferencialnom pristupu međunarodnim ulaganjima za svoju rehabilitaciju.
Sa stvaranjem carinskih barijera i fragmentiranih i malih zaštičenih ekonomija, gospodarski rast i izgledi u regiji naglo su pali, što je na kraju kulminiralo dubokom recesijom u svim novonastalim državama. Pokazalo se da je za države sljednice bio neizmjeran izazov uspješno transformirati svoja gospodarstva kako bi se prilagodila novim okolnostima. Svi distrikti Austro-Ugarske nekada su se oslanjali na međusobni izvoz za rast i blagostanje; za razliku od situacije u Asutro-Ugarskoj, 5 godina nakon sporazuma, robni promet između zemalja pao je na manje od 5% svoje prijašnje vrijednosti. To bi se moglo pripisati uvođenju agresivne nacionalističke politike od strane novih lokalnih političkih čelnika.
Drastičan pomak u gospodarskoj klimi natjerao je zemlje da preispitaju svoju situaciju i promoviraju industrije u kojima su zaostale. Austrija i Čehoslovačka subvencionirali su mlinsku, šećernu i pivarsku industriju, dok je Mađarska pokušala povećati učinkovitost industrije željeza, čelika, stakla i kemijske industrije. Navedeni tadašnji cilj je bio da sve zemlje postanu samodostatne. Ta je tendencija, međutim, dovela do isparavanja ujednačenih ekonomija i konkurentske ekonomske prednosti dugo uhodanih industrija i istraživačkih područja. Nedostatak specijalizacije negativno je utjecao na cijelu dunavsko-karpatsku regiju i uzrokovao izraziti zastoj u rastu i razvoju u usporedbi sa Zapadom koji je do tada bio mnogo bolji nego zapadni, kao i visoku financijsku ranjivost i kontinuiranu nestabilnost.